# Christoph von Lattermann
Christoph svobodný pán von Lattermann (v české literatuře též jako baron Kryštof Lattermann) (14. července 1753, Olomouc – 5. října 1835, Vídeň) byl rakouský polní maršál. Od mládí sloužil v rakouské armádě, vynikl během francouzských revolučních válek a napoleonských válek. Později byl vrchním velitelem na různých místech Rakouského císařství, nakonec byl dlouholetým prezidentem Vojenského odvolacího soudu ve Vídni (1818–1833). Při odchodu do výslužby byl povýšen do hodnosti polního maršála (1833).

## Životopis

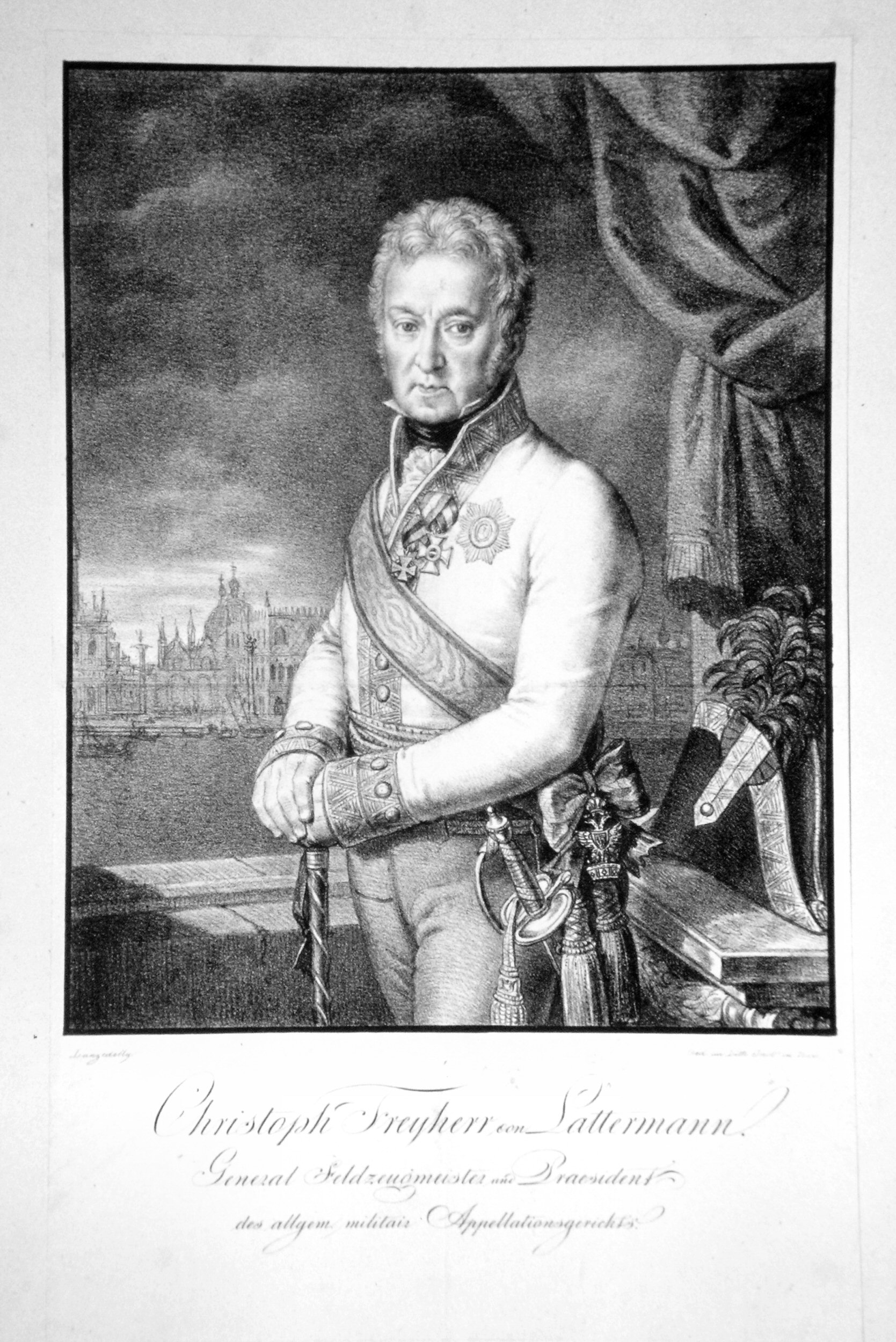
Polní zbrojmistr Christoph von Lattermann (litografie, přibližně 1820)

Byl synem c.k. polního podmaršála Franze Lattermanna (1716–1806), který byl v roce 1792 povýšen do stavu svobodných pánů. Od dětství byl připravován na vojenskou dráhu a do armády vstoupil jako kadet v roce 1766. Vyznamenal se již ve válce o bavorské dědictví (1778–1779), později vynikl budováním mostů na Dunaji během rakousko-turecké války (1787–1791). Postupoval v hodnostech (major 1786, podplukovník 1789, plukovník 1794), mezitím byl spolu s otcem povýšen do rytířského stavu (1782) a na barona (1792). Během válek s revoluční Francií bojoval na Rýně, později se vyznamenal u Janova a v roce 1797 dosáhl hodnosti generálmajora. Těžké zranění v bitvě u Marenga (1800) mu znemožnilo další aktivní službu v poli, ale nadále zastával vysoké funkce v armádě.
V roce 1800 byl povýšen do hodnosti polního podmaršála a na přelomu let 1805 a 1806 byl krátce provizorním zemským velitelem v Čechách, kde zastupoval nepřítomného Jana Karla Krakovského z Kolovrat. V roce 1806 odešel do výslužby, ale již o rok později byl reaktivován. V letech 1807–1809 byl velitelem v Petrovaradíně, od roku 1810 byl členem a viceprezidentem dvorní válečné rady. V roce 1813 byl povýšen do hodnosti polního zbrojmistr a krátce byl civilním a vojenským guvernérem v Ilyrských provinciích (1813–1814). Po skončení napoleonských válek byl zemským velitelem v Lombardsko-benátském království se sídlem v Benátkách (1815–1818) a poté řadu let působil jako prezident vojenského odvolacího soudu (1818–1833; tuto funkci vykonával krátce již v roce 1814). V roce 1833 odešel do penze v hodnosti polního maršála.
Za účast ve válkách s revoluční Francií získal Řád Marie Terezie (1799), později se stal nositelem Vojenského záslužného kříže (1814) a Řádu železné koruny (1816). Od roku 1810 byl c.k. tajným radou.
Jeho manželkou byla od roku 1791 hraběnka Marie Anna z Welsersheimbu (*1765), která byla později c.k. palácovou dámou. Manželství zůstalo bez potomstva.